# Kaneto Shiozawa
Pour les articles homonymes, voir Shiozawa (homonymie).
Kaneto Shiozawa (塩沢 兼人, Shiozawa Kaneto), né Toshikazu Shiozawa (塩沢 敏一, Shiozawa Toshikazu) le 28 janvier 1954 à Tōkyō et décédé le 10 mai 2000 à Shinjuku, était un seiyū. Il travaillait pour Aoni Production.
Le 9 mai 2000, à environ 4h00, Shiozawa tombe dans les escaliers de sa maison et est retrouvé inconscient plus tard. Il meurt d'une contusion cérébrale le lendemain. Il avait 46 ans. Le seiyū Hidekatsu Shibata a été l'un des participants à ses funérailles.

## Séries
- Dragon Ball : Nam
- Saint Seiya : Mû
- Digimon : Devimon
- Ken le Survivant : Rei
- Yu-Gi-Oh (série de la Toei) : Shadi
- Mobile Suit Gundam : M'Quve
- Ai no Kusabi : Iason Mink
- Legend of the Galactic Heroes : Paul von Oberstein

## Films d'animation
- Edgar de la Cambriole : Le Complot du clan Fuma : Goemon Ishikawa XIII
- Phénix, l'oiseau de feu : Godô Shingo

## Jeux vidéo
- Guilty Gear : Zato-1 (1998-2000)[1]
- Rival Schools : Hyo[1]
- Tales of Phantasia : Dhaos
- Metal Gear Solid : Gray Fox[2]